# Cove Fort (Utah)

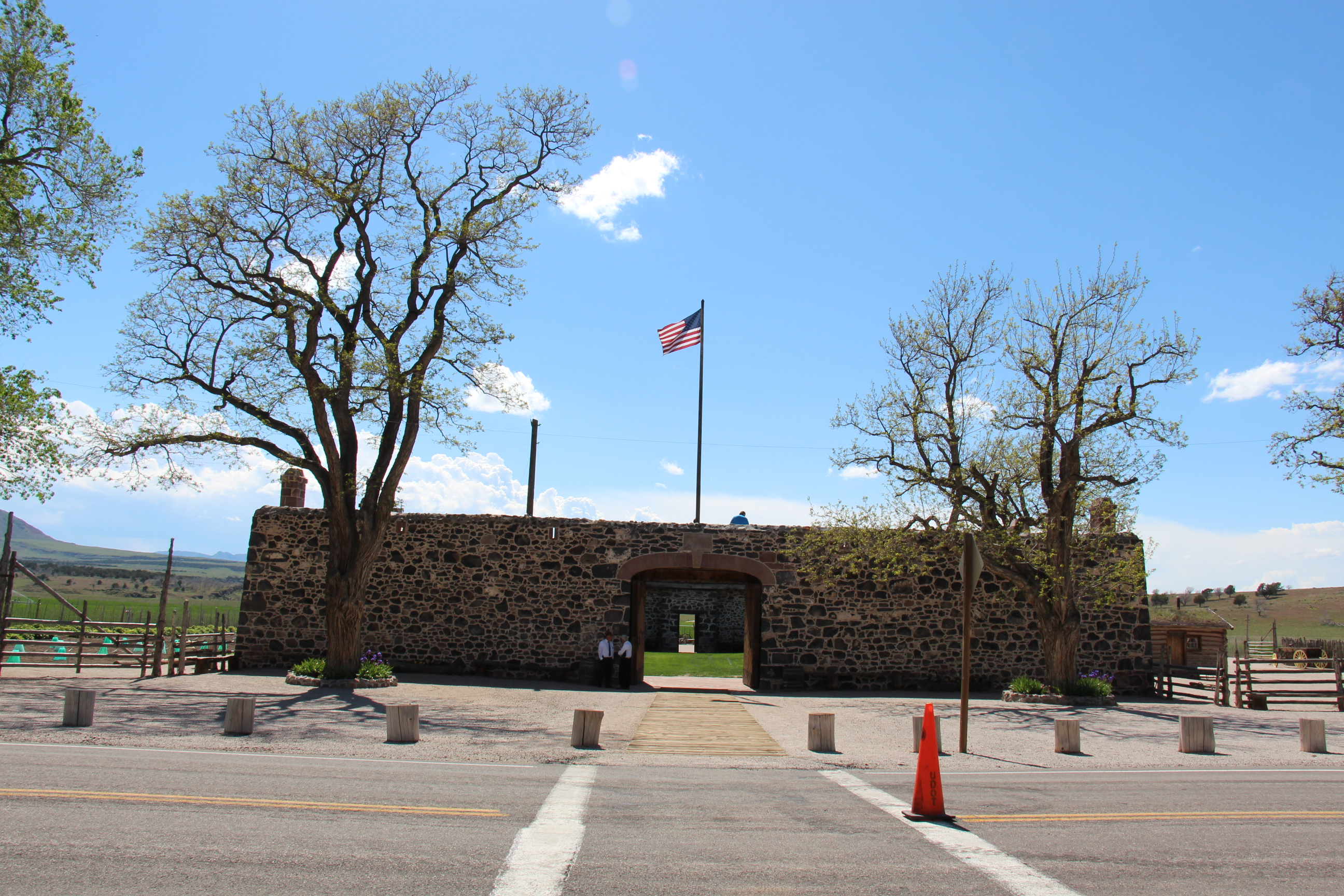
Cove Fort

Cove Fort is een fort en historisch monument in Millard County (Utah). Het werd gesticht in 1867 door Ira Hinckley (de grootvader van Gordon B. Hinckley) op verzoek van Brigham Young. Een van de onderscheidende kenmerken is het gebruik van vulkanische stenen voor het bouwen van de muren, ten opzichte van het gebruik van hout wat gebruikelijk was in vele midden-19e-eeuwse western forten. Dit verschil in constructie is de reden dat dit een van de weinige nog bestaande forten uit die tijd.
Cove Fort is de dichtstbijzijnde benoemde plek voor de westelijke aansluiting van Interstate 70, met het resultaat dat Cove Fort aangeduid wordt als hoofddoel op wegwijzers, hoewel het fort historisch is en geen permanente bewoners heeft.

## Geschiedenis
De locatie voor Cove Fort werd gekozen door Brigham Young in verband met de ligging halverwege tussen Fillmore (destijds de hoofdstad van het Utah-territorium) en de dichtstbijzijnde stad (Beaver). Het voorzag in een tussenstop voor reizigers over de Mormon Corridor. Het was de bedoeling om een stad te bouwen op de Cove Fort locatie, maar de watertoevoer was te klein om zo'n grote bevolking te voorzien. Een andere beslissende factor was het vroegere bestaan van een houten palisade fort (Willden Fort) welke beschutting en veiligheid bezorgde aan de werklieden die Cove Fort bouwden.
Het fort is een vierkant met zijden van 30 m. De muren zijn gebouwde van zwart vulkanisch gesteente en donker kalksteen, beide gedolven uit de nabije bergen. De muren zijn 5,50 m hoog en 1,20 m dik aan de basis, taps toelopend naar 0,60 m dik aan de top. Het fort heeft twee paar grote houten deuren in de oostelijke en de westelijke muur (oorspronkelijk gevuld met zand om pijlen en kogels te stoppen) en bevat 12 binnenkamers.
Als dagelijkse stop voor twee postkoetslijnen, maar ook door andere reizigers, werd Cove Fort voor vele jaren druk bezocht, vaak tot wel 75 mensen tegelijk (eten en overnachten). In aanvulling op het aanbieden van een rustplaats bevatte het fort ook een smid/hoefsmid die paarden en ossen besloeg en ook wagonwielen repareerde. Met het telegraafkantoor en als Pony Express halte functioneerde het ook als regionaal communicatieknooppunt.

## Restauratie
Begin jaren 1890 besliste de Kerk van Jezus Christus van de Heiligen der Laatste Dagen dat het fort niet langer benodigd was en verhuurde het. Bij de eeuwwisseling naar de 20e eeuw verkocht ze het fort aan W.H. Kesler. In 1989 kocht de familie Hinckley het fort aan en doneerde het terug aan de kerk. De kerk restaureerde het fort, transporteerde Ira Hinckley's huis vanuit Coalville (Utah) naar de locatie, bouwde een bezoekerscentrum en heropende het fort als een historisch monument.

## Verkeer
De eerste snelweg langs Cove Fort was de Arrowhead Trail, die Salt Lake City verbond met Los Angeles. Toen het U.S. Highway systeem gevormd werd, kreeg deze route de naam U.S. Route 91 en tegenwoordig is het de Interstate 15. Toen het interstate highway systeem ontworpen werd, merkten de ontwerpers dat er nog geen directe verbinding bestond tussen centrale Verenigde Staten en Zuid-Californië. Het resultaat om dit gat te vullen was een nieuwe snelweg dat gebouwd zou worden vanaf Green River (Utah) naar Cove Fort volgens een tracé dat nog geen verharde wegen had. Sindsdien doet Cove Fort ook dienst als westelijke aansluiting van de Interstate 70.
De Federal Highway Administration testte in 2004 een nieuw lettertype (Clearview) wat werd ontworpen voor een betere zichtbaarheid 's-nachts met koplampverlichting. Een testbord werd geplaatst in Baltimore, Maryland – het oostelijke beginpunt van Interstate 70 – dat Cove Fort als bestemming aangaf met een afstand van 2200 mijl (3500 km). Een medewerker constateerde door het aantal vragen dat het departement kreeg over Cove Fort dat de test een succes was. Het bord bracht een stroom aan verhalen over Cove Fort voort wat gepubliceerd werd in de omgeving van Baltimore. Sindsdien heeft een kleine groep mensen uit beide staten geprobeerd om het Utah Department of Transportation te bewegen als tegenprestatie een bord te plaatsen in Cove Fort met daarop de afstand naar Baltimore.